# Ricanula pulverosa
Ricanula pulverosa är en insektsart som först beskrevs av Stsl 1865.  Ricanula pulverosa ingår i släktet Ricanula och familjen Ricaniidae. Inga underarter finns listade i Catalogue of Life.